# Grande Prêmio de San Marino de 1984
Resultados do Grande Prêmio de San Marino de Fórmula 1 realizado em Imola em 6 de maio de 1984. Quarta etapa do campeonato, foi vencido pelo francês Alain Prost, da McLaren-TAG/Porsche, com René Arnoux em segundo pela Ferrari e Elio de Angelis em terceiro pela Lotus-Renault.

## Resumo
No primeiro treino de classificação os pilotos da Toleman não treinaram devido a uma disputa com o fornecedor de pneus Pirelli. No sábado, Johnny Cecotto conseguiu treinar e largou na 19ª posição enquanto Ayrton Senna teve problemas de pressão de combustível em seu carro. A equipe não conseguiu resolver a tempo e o brasileiro marcou o vigésimo oitavo tempo e ficou fora do grid de largada pela única vez em sua carreira. Após a prova, Toleman e Pirelli terminaram o contrato que durava três anos.

## Classificação

### Treinos oficiais
| Pos.    | N.º | Piloto             | Construtor          | Q1       | Q2       | Grid     |
| ------- | --- | ------------------ | ------------------- | -------- | -------- | -------- |
| 1       | 1   | Nelson Piquet      | Brabham-BMW         | 1:35.493 | 1:28.517 | —        |
| 2       | 7   | Alain Prost        | McLaren-TAG/Porsche | 1:35.687 | 1:28.628 | + 0.111  |
| 3       | 6   | Keke Rosberg       | Williams-Honda      | 1:37.024 | 1:29.418 | + 0.901  |
| 4       | 16  | Derek Warwick      | Renault             | 1:36.706 | 1:29.682 | + 1.165  |
| 5       | 8   | Niki Lauda         | McLaren-TAG/Porsche | 1:38.021 | 1:30.325 | + 1.808  |
| 6       | 28  | René Arnoux        | Ferrari             | 1:38.389 | 1:30.411 | + 1.894  |
| 7       | 14  | Manfred Winkelhock | ATS-BMW             | 1:47.362 | 1:30.723 | + 2.206  |
| 8       | 23  | Eddie Cheever      | Alfa Romeo          | 1:42.731 | 1:30.843 | + 2.326  |
| 9       | 2   | Teo Fabi           | Brabham-BMW         | 1:37.594 | 1:30.950 | + 2.433  |
| 10      | 22  | Riccardo Patrese   | Alfa Romeo          | 1:41.363 | 1:31.163 | + 2.646  |
| 11      | 11  | Elio de Angelis    | Lotus-Renault       | 1:38.423 | 1:31.173 | + 2.656  |
| 12      | 26  | Andrea de Cesaris  | Ligier-Renault      | 1:36.613 | 1:31.256 | + 2.739  |
| 13      | 27  | Michele Alboreto   | Ferrari             | 1:47.919 | 1:31.282 | + 2.765  |
| 14      | 15  | Patrick Tambay     | Renault             | 1:36.250 | 1:31.633 | + 3.146  |
| 15      | 5   | Jacques Laffite    | Williams-Honda      | 1:41.891 | 1:32.600 | + 4.083  |
| 16      | 17  | Marc Surer         | Arrows-BMW          | 1:42.046 | 1:33.063 | + 4.546  |
| 17      | 25  | François Hesnault  | Ligier-Renault      | 1:40.356 | 1:33.186 | + 4.669  |
| 18      | 12  | Nigel Mansell      | Lotus-Renault       | 1:38.363 | 1:34.477 | + 5.960  |
| 19      | 20  | Johnny Cecotto     | Toleman-Hart        | s/ tempo | 1:35.568 | + 7.051  |
| 20      | 18  | Thierry Boutsen    | Arrows-Ford         | 1:40.920 | 1:36.018 | + 7.501  |
| 21      | 4   | Stefan Bellof      | Tyrrell-Ford        | 1:39.765 | 1:36.059 | + 7.542  |
| 22      | 3   | Martin Brundle     | Tyrrell-Ford        | 1:41.123 | 1:36.531 | + 8.014  |
| 23      | 9   | Philippe Alliot    | RAM-Hart            | 1:43.132 | 1:36.733 | + 8.216  |
| 24      | 21  | Mauro Baldi        | Spirit-Hart         | 1:42.249 | 1:36.916 | + 8.399  |
| 25      | 10  | Jonathan Palmer    | RAM-Hart            | 1:53.014 | 1:37.262 | + 8.745  |
| 26      | 30  | Jo Gartner         | Osella-Alfa Romeo   | 1:50.979 | 1:38.948 | + 10.431 |
| 27      | 24  | Piercarlo Ghinzani | Osella-Alfa Romeo   | 1:40.790 | 2:05.421 | + 12.273 |
| 28      | 19  | Ayrton Senna       | Toleman-Hart        | s/ tempo | 1:41.585 | + 13.068 |
| Fontes: |     |                    |                     |          |          |          |

### Corrida
| Pos.    | Nº | Piloto             | Construtor          | Voltas          | Tempo/Dif.       | Grid            | Pontos           |
| ------- | -- | ------------------ | ------------------- | --------------- | ---------------- | --------------- | ---------------- |
| 1       | 7  | Alain Prost        | McLaren-TAG/Porsche | 60              | 1:36:53.679      | 2               | 9                |
| 2       | 28 | René Arnoux        | Ferrari             | 60              | + 13.416         | 6               | 6                |
| 3       | 11 | Elio de Angelis    | Lotus-Renault       | 59              | Pane seca        | 11              | 4                |
| 4       | 16 | Derek Warwick      | Renault             | 59              | + 1 volta        | 4               | 3                |
| DSQ     | 4  | Stefan Bellof      | Tyrrell-Ford        | 59              | Desclassificado  | 21              | [ 7 ] [ nota 1 ] |
| 5       | 18 | Thierry Boutsen    | Arrows-Ford         | 59              | + 1 volta        | 20              | 2                |
| 6       | 26 | Andrea de Cesaris  | Ligier-Renault      | 58              | Pane seca        | 12              | 1                |
| 7       | 23 | Eddie Cheever      | Alfa Romeo          | 58              | Pane seca        | 8               |                  |
| 8       | 21 | Mauro Baldi        | Spirit-Hart         | 58              | + 2 voltas       | 24              |                  |
| 9       | 10 | Jonathan Palmer    | RAM-Hart            | 57              | + 3 voltas       | 25              |                  |
| DSQ     | 3  | Martin Brundle     | Tyrrell-Ford        | 55              | Desclassificado  | 22              | [ 7 ] [ nota 1 ] |
| Ret     | 9  | Philippe Alliot    | RAM-Hart            | 53              | Turbo            | 23              |                  |
| NC      | 20 | Johnny Cecotto     | Toleman-Hart        | 52              | Não classificado | 19              |                  |
| Ret     | 1  | Nelson Piquet      | Brabham-BMW         | 48              | Turbo            | 1               |                  |
| Ret     | 2  | Teo Fabi           | Brabham-BMW         | 48              | Turbo            | 9               |                  |
| Ret     | 30 | Jo Gartner         | Osella-Alfa Romeo   | 46              | Motor            | 26              |                  |
| Ret     | 17 | Marc Surer         | Arrows-BMW          | 40              | Turbo            | 16              |                  |
| Ret     | 14 | Manfred Winkelhock | ATS-BMW             | 31              | Turbo            | 7               |                  |
| Ret     | 27 | Michele Alboreto   | Ferrari             | 23              | Exaustor         | 13              |                  |
| Ret     | 8  | Niki Lauda         | McLaren-TAG/Porsche | 15              | Motor            | 5               |                  |
| Ret     | 5  | Jacques Laffite    | Williams-Honda      | 11              | Motor            | 15              |                  |
| Ret     | 22 | Riccardo Patrese   | Alfa Romeo          | 6               | Pane elétrica    | 10              |                  |
| Ret     | 12 | Nigel Mansell      | Lotus-Renault       | 2               | Rodou            | 18              |                  |
| Ret     | 6  | Keke Rosberg       | Williams-Honda      | 2               | Pane elétrica    | 3               |                  |
| Ret     | 15 | Patrick Tambay     | Renault             | 0               | Colisão          | 14              |                  |
| Ret     | 25 | François Hesnault  | Ligier-Renault      | 0               | Colisão          | 17              |                  |
| DNQ     | 24 | Piercarlo Ghinzani | Osella-Alfa Romeo   | Não qualificado | Não qualificado  | Não qualificado | Não qualificado  |
| DNQ     | 19 | Ayrton Senna       | Toleman-Hart        | Não qualificado | Não qualificado  | Não qualificado | Não qualificado  |
| Fontes: |    |                    |                     |                 |                  |                 |                  |

## Tabela do campeonato após a corrida
| Pos.    | Piloto           | Pontos |
| ------- | ---------------- | ------ |
| 1       | Alain Prost      | 24     |
| 2       | Derek Warwick    | 13     |
| 3       | René Arnoux      | 10     |
| 4       | Elio de Angelis  | 10     |
| 5       | Michele Alboreto | 9      |
| Fontes: |                  |        |

| Pos.    | Construtor          | Pontos |
| ------- | ------------------- | ------ |
| 1       | McLaren-TAG/Porsche | 33     |
| 2       | Ferrari             | 19     |
| 3       | Renault             | 15     |
| 4       | Lotus-Renault       | 10     |
| 5       | Williams-Honda      | 9      |
| Fontes: |                     |        |

- Nota: Somente as primeiras cinco posições estão listadas. Entre 1981 e 1990 cada piloto podia computar onze resultados válidos por temporada não havendo descartes no mundial de construtores.